# ایمان (آلبوم جرج مایکل)
ایمان (به انگلیسی: Faith) یک آلبوم از جرج مایکل است که در سال ۱۹۸۷ میلادی منتشر شد.